# Piet van Eijsden

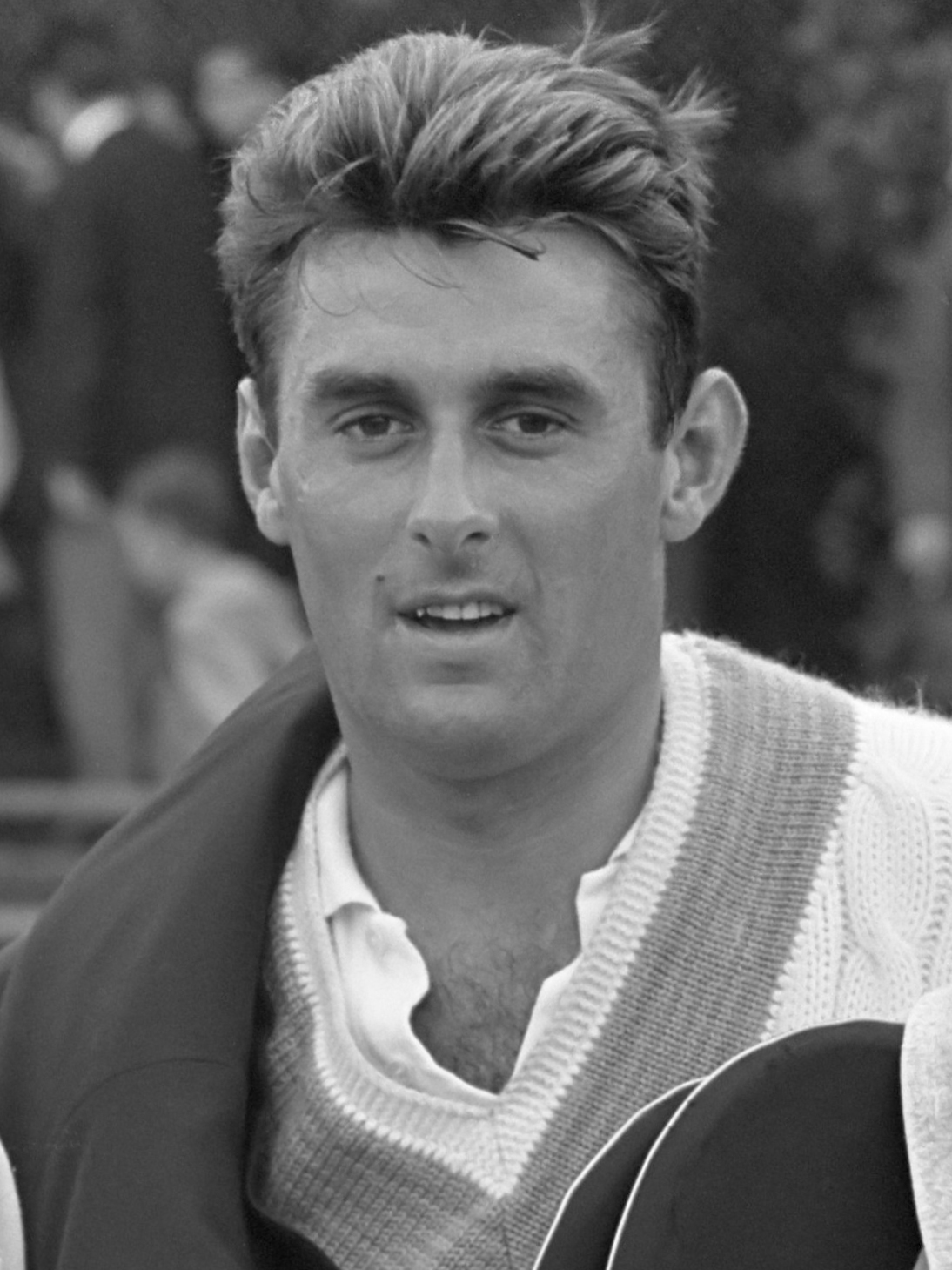
Piet van Eijsden in 1962

Piet van Eijsden (Naarden, 9 mei 1936 – Hilversum, 18 mei 2021) was een Nederlands tennisser en toernooidirecteur.

## Loopbaan als speler
In 1955 werden voor het jaarlijks A-toernooi op 't Melkhuisje voor het eerst zes buitenlandse spelers uitgenodigd om hun krachten te meten met de Nederlandse spelers. Duitse spelers wonnen zowel het herenenkelspel als het damesenkelspel.
In 1956 won Van Eijsden het gemengd dubbelspel met Berna Thung. In 1958 verloor hij de herenenkelspelfinale daar van Vladimir Petrović.
In 1961 werd Van Eijsden nationaal kampioen.

## Betrokkenheid bij de HLTC
Van Eijsden was lid van de Hilversumsche Lawn Tennis Club op 't Melkhuisje, en hij was vanaf het begin betrokken bij de organisatie van het Internationaal Open dat in 1957 haar eerste editie kende. Hij was baancommissaris onder Jan Mulder.
In 1967 waren er financiële problemen, en toen vond het toernooi niet plaats. In 1978 nam Van Eijsden het voorzitterschap van de toernooiorganisatie over van Jan Mulder. Wat ooit als voornamelijk gezellig toernooi was begonnen, had langzamerhand een andere aanpak nodig en vooral veel meer geld. Hij ging op zoek naar grote sponsors en haalde $300.000 bij elkaar. Het toernooi groeide zo sterk dat het bij gebrek aan ruimte in 1995 naar Amsterdam verhuisde en daarna naar Amersfoort.
Het Dutch Open wordt sinds 2005 georganiseerd door Van Krijco in Amersfoort. Van Eijsden bleef nog ambassadeur en adviseur van het toernooi.
Hij overleed na een kort ziekbed op 85-jarige leeftijd.

## Resultaten grandslamtoernooien
| Legenda | Legenda                          |
| ------- | -------------------------------- |
| g.t.    | geen toernooi gehouden           |
| l.c.    | lagere categorie                 |
| –       | niet deelgenomen                 |
| G       | uitgeschakeld in de groepsfase   |
| 1R      | uitgeschakeld in de eerste ronde |
| 2R      | uitgeschakeld in de tweede ronde |
| 3R      | uitgeschakeld in de derde ronde  |
| 4R      | uitgeschakeld in de vierde ronde |
| KF      | uitgeschakeld in de kwartfinale  |
| HF      | uitgeschakeld in de halve finale |
| F       | de finale verloren               |
| W       | het toernooi gewonnen            |
| w-v     | winst/verlies-balans             |

Van Eijsden speelde in de grandslamtoernooien alleen in het enkelspel. 
| Toernooi        | 1958 | 1959 | 1960 | 1961 |
| --------------- | ---- | ---- | ---- | ---- |
| Australian Open | –    | –    | –    | –    |
| Roland Garros   | –    | 1R   | 1R   | –    |
| Wimbledon       | 1R   | 1R   | 1R   | 1R   |
| US Open         | –    | –    | –    | –    |